# Botanikus kert (Nápoly)

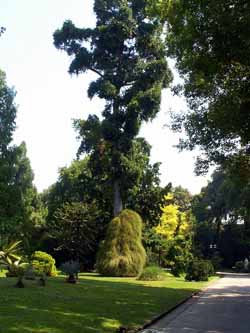
A botanikus kert

A nápolyi botanikus kert (olaszul: Orto botanico di Napoli) tulajdonképpen egy kutatóközpont. Az Albergo dei Poveri mellett fekszik egy 15 hektáros területen. A Nápolyi II. Frigyes Egyetem Természettudományi Karának része. Egyike a francia uralom (1806–1815) alatt létrehozott oktatási-kutatási intézményeknek. A kertet 1810-ben nyitották meg.
Ma körülbelül 25 000 mintapéldánya van kb. 10 000 növényfajnak. Annak ellenére, hogy látogatható, tulajdonképpen nem nyilvános park, hanem oktatási-kutatási központ iskolák, egyetem számára. A kert aktívan részt vesz a kihalóban lévő fajok megmentésében, ugyanakkor etnobotanikai része a gyógynövények hatásaival foglalkozik. A néhány kisebb méretű épület mellett két fontosabb található a kert területén: egy 17. századi újjáépített kastély valamint az 5000 m² alapterületű Merola-üvegház. A kastélyban tantermek, laboratóriumok illetve egy növények fejlődéstörténetét bemutató múzeum van.